# Lefkógeia
Lefkógeia (Lefkogeia) är en ort i Grekland.   Den ligger i prefekturen Nomós Rethýmnis och regionen Kreta, i den sydöstra delen av landet, 300 km söder om huvudstaden Aten. Lefkógeia ligger 71 meter över havet och antalet invånare är 283.
Terrängen runt Lefkógeia är huvudsakligen kuperad, men söderut är den platt. Havet är nära Lefkógeia åt sydväst. Närmaste större samhälle är Atsipópoulon, 19,4 km norr om Lefkógeia. Omgivningarna runt Lefkógeia är en mosaik av jordbruksmark och naturlig växtlighet.